# Compter les corps
Albums de Vulgaires Machins
Crossing The Bridge/Passe le pont
(2004) Presque sold out
(2008)
Compter les corps est le quatrième album studio du groupe punk québécois Vulgaires Machins paru le 1er août 2006. Il a été réalisé par Gus Van Go, bien connu pour avoir réalisé les albums de The Stills et le premier disque de Priestess.

## Pistes
| No  | Titre                     | Durée |
| --- | ------------------------- | ----- |
| 1.  | Intro                     | 0:50  |
| 2.  | Anéantir le dogme         | 3:46  |
| 3.  | Compter les corps         | 3:51  |
| 4.  | La télé me regarde        | 2:03  |
| 5.  | Arrachez-moi les yeux     | 2:52  |
| 6.  | Légaliser l'héroïne       | 2:58  |
| 7.  | Je m'appelle Guillaume    | 3:56  |
| 8.  | Dommage collatéral        | 3:47  |
| 9.  | Puits sans fond           | 2:35  |
| 10. | Les mains pleines de sang | 2:34  |
| 11. | Être un comme             | 3:19  |
| 12. | Dans le vide              | 5:12  |
| 13. | Soleil                    | 3:37  |
| 14. | Mer de fumistes           | 2:24  |
| 15. | Jamais assez              | 3:10  |
| 16. | Lithium                   | 2:45  |